# Orsi (famiglia)
Gli Orsi furono una famiglia nobiliare italiana legata alle sorti della città di Forlì nel corso del XV secolo.

## Storia

### Le origini: dai Deddi agli Orsi (XII-XV secolo)
|                 |                               |                             |               |          |
|                 | Niccolò Deddi                 |                             |               |          |
|                 |                               |                             |               |          |
|                 |                               |                             |               |          |
|                 | Deddo sp. Beniamina Dall'Aste |                             |               |          |
|                 |                               |                             |               |          |
|                 |                               |                             |               |          |
|                 | Checco di Deddo               |                             |               |          |
|                 |                               |                             |               |          |
|                 |                               |                             |               |          |
| Deddo di Checco | Deddo di Checco               | Bartolomeo                  | Bartolomeo    |          |
|                 |                               |                             |               |          |
|                 |                               |                             |               |          |
|                 | Andrea detto l'Orso (-1488)   | Andrea detto l'Orso (-1488) | Graziolo      | Graziolo |
|                 |                               |                             |               |          |
|                 |                               |                             |               |          |
| Checco Orsi     | Checco Orsi                   | Ludovico Orsi               | Ludovico Orsi |          |
|                 |                               |                             |               |          |
|                 |                               |                             |               |          |
| Agamennone Orsi | Agamennone Orsi               | Battista Orsi               | Battista Orsi |          |

Da Deddi a Orsi. Albero genealogico secondo quanto riportato da S. Marchesi e L. Cobelli.
(F. A. Vitale, Storia Diplomatica dei Senatori di Roma, 1791)
La genealogia familiare degli Orsi, anticamente noti come Deddi, è collocata tradizionalmente tra Forlì, Osimo e Roma.
A tale Francesco Deddi viene attribuita, nel 1178, l'attività di architetto nell'ambito della costruzione del campanile di San Mercuriale.
Sigismondo Marchesi informa che da Nicolò Deddi (XIV secolo) nacque Deddo, marito di Beniamina Dall'Aste. Il 30 aprile del 1424, nel corso delle celebrazioni in onore di San Mercuriale, Checco di Deddo ricevette la carica di gonfaloniere forlivese per l'insegna di San Pietro, dopo la corsa del Palio cittadino; i figli Deddo di Checco e Bartolomeo furono nominati castellani di Forlimpopoli il 14 giugno 1440 da Antonio Ordelaffi. Da Bartolomeo nacquero Andrea, detto l'Orso, e Graziolo. 

### Gli Orsi e il tramonto degli Ordelaffi (1480)
Le fonti individuano il capostipite della famiglia Orsi in Andrea Deddi (anche Deddo o Del Deddo). Al nome di Andrea, il vecchio Orso, si affianca contestualmente quello del primogenito Checco e del secondogenito Lodovico, che ritroviamo nella cronaca storica capitolina con l'incarico di Senatore di Roma nel 1481.
(S. Marchesi, Supplemento istorico dell'antica città di Forlì, 1678, p. 502)
Andrea e Lodovico furono coevi al principato forlivese di Pino III ed ebbero parte attiva nella vita politica cittadina: il valente Ludovico nel 1472 fu nominato cavaliere e nel 1477 ricevette la nomina a luogotenente militare di Pino. Gli Orsi godettero di una certa reputazione presso gli Ordelaffi anche dopo la morte di Pino (1480), quando la vedova Lucrezia della Mirandola assumerà la reggenza tutelare per conto del giovane figliastro Sinibaldo II, in un grande clima di tensione interna dovuto a numerose pretese di successione.

Nella Storia di Forlì, Paolo Bonoli cita «Andrea Deddo detto l'Orso» tra i «sedici gentiluomini senza il cui consiglio [Lucrezia] non dava sanzione». Peculiarmente nel Quattrocento, la morte di un signore influente come Pino era occasione di instabilità ed esponeva al rischio concreto di cospirazioni (appena due anni prima a Firenze la signoria medicea era stata violentemente minacciata dalla congiura de' Pazzi). Un consiglio dei gentiluomini aveva lo scopo politico di porre equilibrio tra i «principi novelli» e di «cattivarsi la nobiltà», cosicché non sorprende di ritrovare Andrea e Lodovico in compagnia di Luffo Numai, Nicolò Bartolini (abate di San Mercuriale) ed esponenti delle nobili famiglie Paulucci, Orceoli, Maldenti.

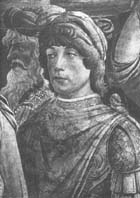
Girolamo Riario, assassinato da Checco Orsi nel 1488

In quegli anni, Sisto IV stava conducendo a nord di Roma una tenace campagna espansionistica, che aveva seminato grandi discordie in seno alle principali signorie dell'epoca e aveva portato Girolamo Riario, nipote del Papa e capitano dell'esercito pontificio, in possesso di Imola. Forlì era rimasta sguarnita del suo uomo forte e Sinibaldo II ebbe vita breve (morì in luglio). Girolamo diviene vicario della città nel giro di poche settimane. 

### Gli anni di Girolamo Riario (1480-1488)
ll 9 agosto 1480 Riario entra a Forlì insieme alla moglie Caterina Sforza. I primi anni di governo della città sono segnati da azioni di edilizia pubblica e agevolazioni tributarie, grazie a un costante sostegno dei fondi papali.
Forlì funse da avamposto durante la guerra di Ferrara, i cui esiti indebolirono politicamente il fronte pontificio e isolarono Riario nello scacchiere settentrionale. Con la pace di Bagnolo e la morte di Sisto IV, nell'agosto del 1484, insieme alle ambizioni ferraresi si esaurirono anche le sovvenzioni papali. Riario dovette quindi fronteggiare una dura crisi finanziaria, che culminò nel ripristino di tutte le tasse precedentemente abolite, con un provvedimento del dicembre 1485 che entrò in vigore il 1º gennaio del 1486.
(10 novembre 1485 - Parlamento del conte Ieronimo a misser Lodovico de l'Orsi sopra le intrate, in L. Cobelli, Cronache Forlivesi.)
Gli ambienti nobiliari caldeggiavano il rientro degli Ordelaffi per riacquisire privilegi economici e influenza politica. Si susseguirono rivolte e tentativi di destituzione dei Riario Sforza, il più delle volte risoltesi in impiccagioni e carcerazioni o sedate militarmente per intervento di Caterina. Nelle macchinazioni che portarono alla congiura del 1488, la rampante famiglia Orsi giocò un ruolo di prim'ordine.

### La congiura degli Orsi (1488)

#### L'assassinio di Girolamo Riario
(W. Roscoe, VIta di Lorenzo de' Medici - III tomo, Pisa 1799, p. 169)
Con l'indebolimento politico di Riario, la famiglia Orsi riuscì a ordire un piano per assassinare Girolamo e acquisire il controllo della città. La congiura fu sospinta da un diffuso malcontento popolare e trovò l'appoggio di vecchi e nuovi nemici di Riario, tra cui Antonio Maria Ordelaffi. 
Leone Cobelli, storico e pittore del XV secolo, visse e scrisse negli anni della signoria di Riario. I suoi carteggi furono ordinati ed editi sono nell'Ottocento per iniziativa dell'istituto di Storia Patria bolognese, con il titolo di Cronache Forlivesi dalla Fondazione della Città sino all'anno 1498. 
Egli si dichiara molto vicino alla famiglia Orsi: racconta di essersi trovato nel dicembre del 1484 a «dipingere e conciare uno paro de casse de misser Lodovico de l'Urso in la camora sua», potendo interloquire con lui sulla morte di Andrea de Chilino. Nel 1488, dice di esser stato maestro di danza di una nuora di Checco «che inparava de balllare et io li insignava».
Nella sua accorata cronaca della congiura, racconta di essersi appostato «a li cantoni de la logia del puczo al pe' de le scale che va a la sala grande, per vedere quello se faceva», ovvero nei pressi dell'attuale piazzetta XC Pacifici. Qui assistette all'uccisione del bargello Antonio da Montecchio da parte di una folla di contadini inferociti.
A capo della missione omicida del 14 aprile del 1488 vi erano i fratelli Lodovico e Checco Orsi. Leone Cobelli identifica minuziosamente i ruoli e gli equipaggiamenti dei congiurati: Giacomo da Ronco, Ludovico Pansecco e Checco Orsi «con la coracina in dosso» si presero sotto braccio e andarono in piazza. Secondo Cobelli fu il giovane cameriere di corte Gasparino - nipote di Giacomo da Ronco - a riferire che Riario sarebbe «rimasto solo» nella camera delle Ninfe, subito dopo cena. L'accesso non dovette essere un problema per Checco, essendo capitano delle guardie.
Bonoli racconta che fu Checco ad affondare il primo colpo di pugnale nel petto di Riario, con il pretesto della consegna di una lettera creditizia per il saldo di un vecchio debito. Cobelli aggiunge che a completare l'assassinio intervennero immediatamente Da Ronco e Pansecco, immobilizzando Riario, che correva verso l'uscio, con un fendente alla testa e altre 4 o 5 pugnalate. Accorsero quindi gli uomini di Riario, dando vita a una battaglia a cui si unirono Agamennone e Deddo Orsi, rispettivamente figlio e cugino di Checco, e Battista Orsi, figlio di Ludovico.
Lo storico inglese William Roscoe, nella sua Life of Lorenzo de' Medici, riferisce invece dell'assassinio ad opera di tre congiurati, nominando esplicitamente solo il secondo come Lodovico Orso. 

#### Il ruolo di Lorenzo il Magnifico
(W. Roscoe, VIta di Lorenzo de' Medici - III tomo, Pisa 1799, p. 171)

Sul possibile coinvolgimento diretto di Lorenzo de' Medici e del nuovo papa Innocenzo VIII, Roscoe segnala che nessuna prova storica ne dà testimonianza diretta. Da precedenti contatti tra i due, emerge semmai l'intenzione di Lorenzo di riconsegnare Forlì agli Ordelaffi, in parere contrario a Innocenzo, che ne pretendeva invece l'integrazione allo Stato della Chiesa. Roscoe ritiene però ragionevole che ai congiurati possa esser stata garantita una via di fuga.
(P. D. Pasolini, Caterina Sforza - Vol. 3 - Firenze 1893, p. 144)

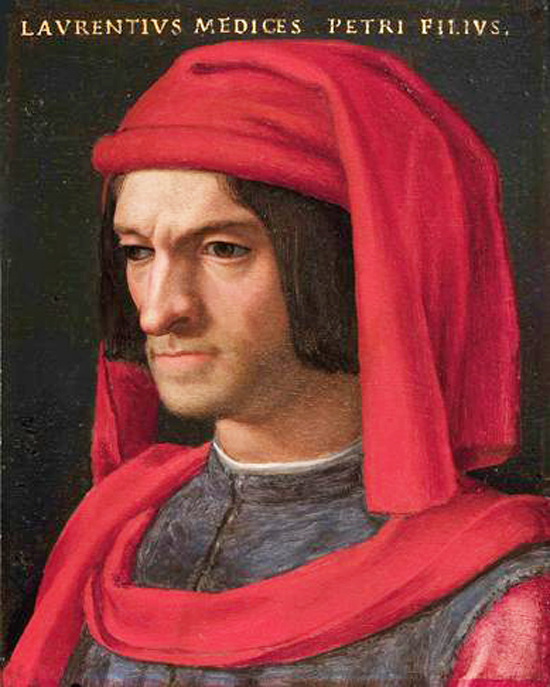
Lorenzo de' Medici, ritratto postumo del Bronzino

Il ravennate Pier Desiderio Pasolini, nel suo studio biografico su Caterina Sforza pubblicato nel 1893, dichiara senza mezzi termini che i contadini del forlivese furono «aizzati dagli agitatori spediti da Lorenzo de' Medici nel gennaio 1488»; la cattiva gestione delle rimostranze da parte di Riario avrebbe acuito insanabilmente gli attriti con gli Orsi. Occorre accogliere questa fonti con le riserve dovute al debole impianto storiografico, che attribuisce dichiarazioni dirette in forma di dialogo tra gli Orsi e Girolamo Riario, attingendo alle Cronache forlivesi. Lo stesso Pasolini evoca a proprio sostegno l'auctoritas di Cobelli in quanto testimone vivente della congiura, pur descrivendolo come narratore di «una serie di aneddoti buffi e caratteristici».
A firma Ludovicus et Chechus Ursius, il 19 aprile i fratelli Orsi scrivono Ex Forlivio una lettera a Lorenzo de' Medici. Sottolineano che avrà certamente avuto notizia della morte di Riario e chiedono esplicitamente, a chiosa della missiva, di «pigliare partito». L'acume politico di Lorenzo lo portò a non dichiarare ufficialmente alcun provvedimento, per quanto la contestuale presenza a Forlì di un ispettore mediceo e l'indisturbata fuga degli Orsi nei giorni successivi alla congiura possano ricondurre a una sua presa di posizione in merito.

#### Le conseguenze della congiura
Senpri con costoro a consigliare / 

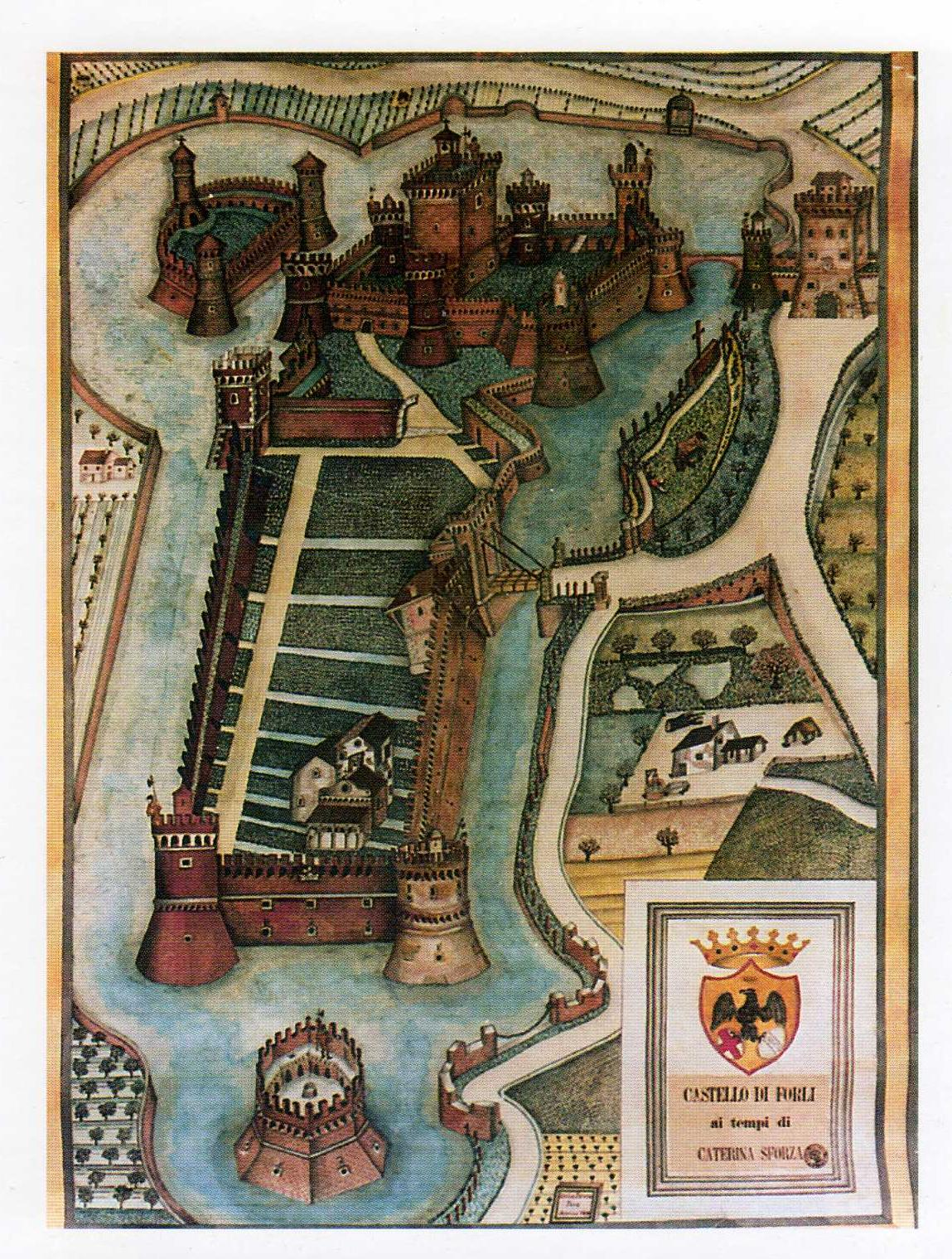
La rocca di Ravaldino, quartier generale della resistenza di Caterina

Voler la vita a quel signor cavare: / 
Fa che t'aricordi, e non te maravigliare; / 
Che se de quella avesti bene a derivare, / 
Per l'avenire ebbeti a svigliare: / 
Chè la spada de la magistà divina / 
Te farà andare a gran rovina.»
(L. Cobelli, Cronache Forlivesi, p. 336)
La morte violenta di Girolamo Riario, seppur nella generale acclamazione cittadina, non fu sufficiente per consegnare il potere alla fazione degli Orsi: dopo una temporanea prigionia, Caterina Sforza venne liberata dalle milizie alleate e restaurò la signoria forlivese dei Riario Sforza, assumendone la reggenza accanto al giovanissimo figlio Ottaviano.
Caterina non lesinò un'esemplare damnatio memoriae verso i possedimenti dei congiurati, ponendo una taglia sulle teste degli Orsi e riducendone le residenze di famiglia a un cumulo di pietre, presto noto come guasto degli Orsi. 
Se Ludovico e Checco poterono darsi alla fuga, uguale sorte non toccò al vecchio Andrea. Caterina infatti, a seguito dell'uccisione del bargello Antonio da Montecchio durante la congiura, convocò in gran fretta un sostituto: Matteo da Castelbolognese, detto Babono o Babone, di fama ancor più sanguinaria del suo predecessore. Si venne a sapere, secondo Cobelli, che Andrea «povero vechio con le nore e nore de li figlioli» aveva trovato rifugio presso i frati predicatori di San Domenico. Così Andrea fu prelevato da Babone e portato alla cittadella di Ravaldino, dove venne brutalmente torturato, ricoperto di «bructura in lo volto, in bocca» e trascinato con «uno cavestro al collo».

## La «Casa dell'Orso»

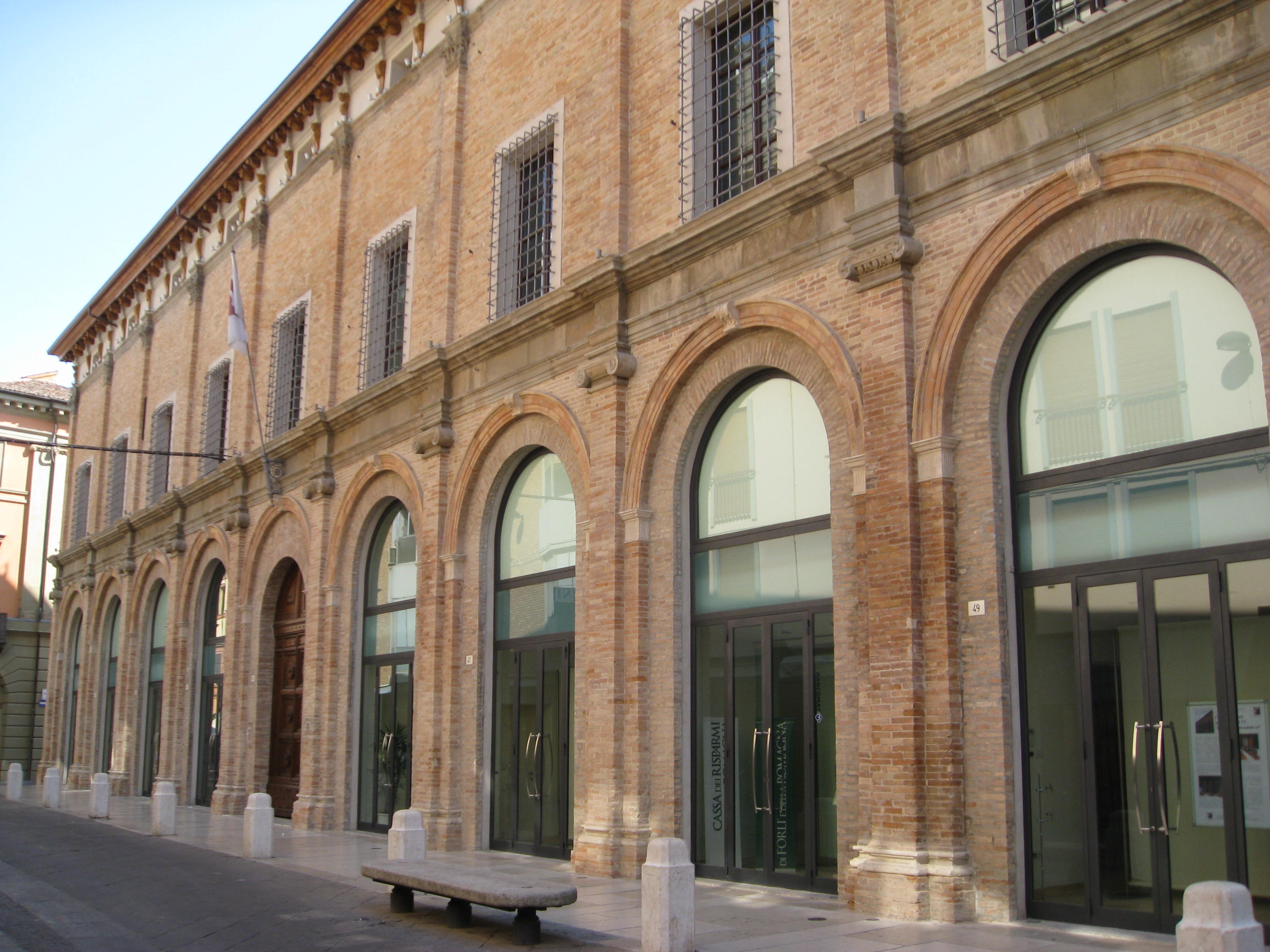
La facciata dell'ex Monte di Pietà in Corso Garibaldi a Forlì.

Il palazzo della famiglia Orsi era più propriamente un agglomerato di case ed ampliamenti di edifici pre-esistenti lungo l'attuale Corso Garibaldi. Il borghetto, sviluppatosi tra gli anni '30 e la seconda metà del XV secolo, presentava una grande torre e un assetto architettonico di assoluto valore artistico. Al suo interno ospitava botteghe, saloni e manufatti preziosi, orti e giardini.
Il 2 maggio del 1488, a tre settimane dall'assassinio del marito, Caterina Sforza aprì le case degli Orsi al saccheggio pubblico, culminato con l'incendio del complesso residenziale. Le rovine permarranno nell'area, a far da monito per gli oppositori, fino al 1514, con la posa delle fondamenta dell'odierno Monte di Pietà nella parte prospiciente al Corso, ma verranno definitivamente rimosse solo nel 1642 per far spazio alla chiesa di San Filippo Neri. L'attuale via Guasto degli Orsi segna la collocazione dell'ultimo tratto di macerie.
Recenti indagini archeologiche hanno evidenziato la presenza di un vero e proprio quartiere medievale, portando alla luce un ricco spaccato di testimonianze di vita quotidiana, certamente proprio anche della domus magna della famiglia Orsi.

## Discendenza

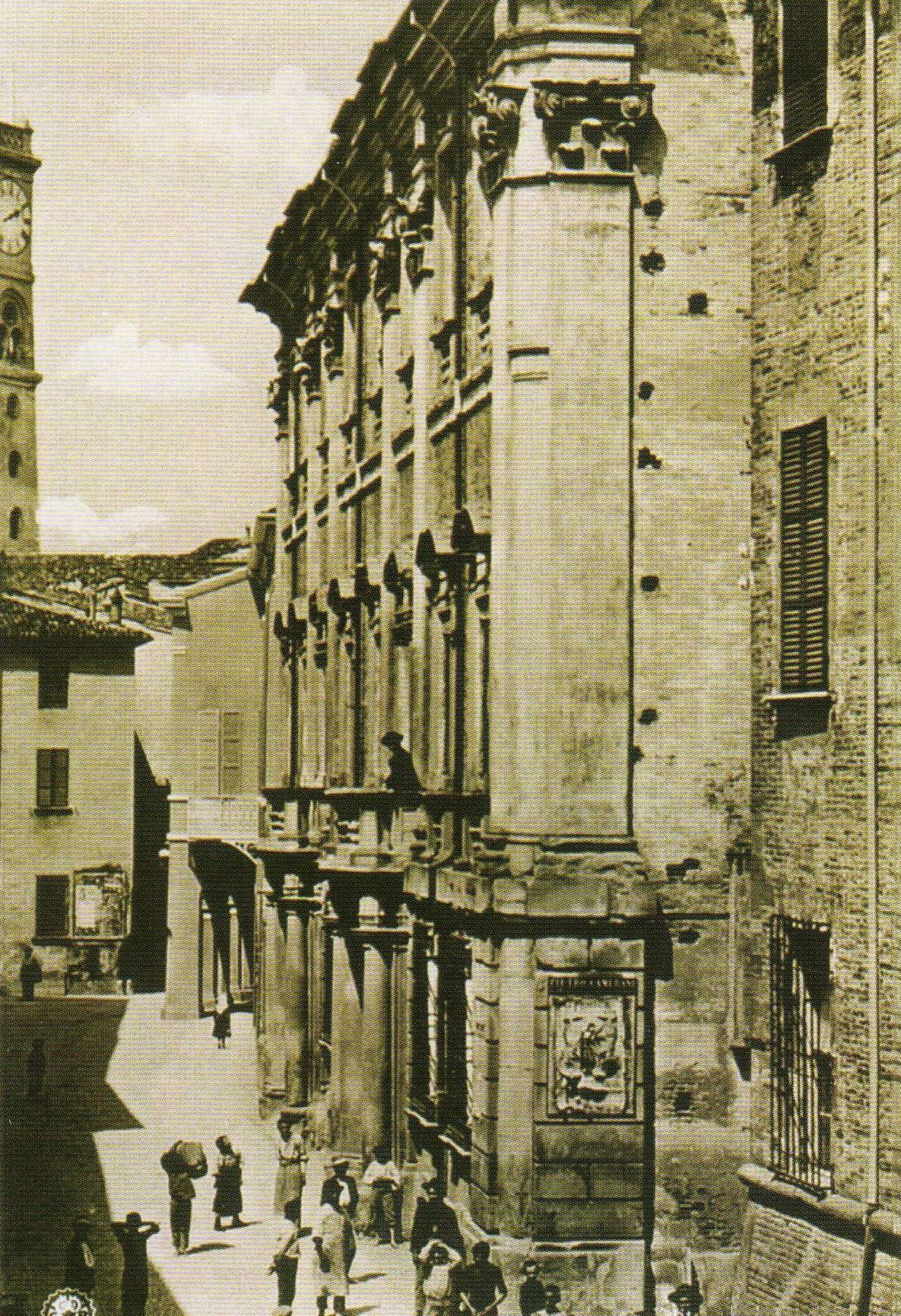
Palazzo Orsi Mangelli all'inizio del '900

### Ramo forlivese
- Ludovico Orsi (XV secolo)
- Checco Orsi (XV secolo)
- Giovanni Battista Orsi, vescovo di Cesena nel 1725
- Girolamo Orsi, medico e patriota (Forlì, 25 febbraio 1815 - Ancona, 2 febbraio 1899)[11]. Fu membro dell'aristocrazia anconetana e si distinse per gli studi sulla prevenzione delle malattie infettive e della mortalità infantile. Si conserva un suo ritratto nella Pinacoteca di Ancona ad opera del pittore Francesco Podesti[12]. È sepolto presso il cimitero di Tavernelle, dove sorge un monumento funerario con la sua caratteristica effigie scolpita in un tondo, sormontata dal simbolo massonico di squadra e compasso[13]. La toponomastica forlivese lo ricorda in una breve via del quartiere Ravaldino.

### Gli Orsi Mangelli
Nel 1672, con il matrimonio tra Checco Orsi e Contessina Mangelli, esordisce la nuova casata forlivese degli Orsi Mangelli. 
Nel corso del Novecento, l'imprenditore Paolo Orsi Mangelli legherà il nome della famiglia all'industria della filatura e all'allevamento di cavalli.